# Listrocheiritium septentrionale
Listrocheiritium septentrionale är en mångfotingart som beskrevs av Gulicka 1965. Listrocheiritium septentrionale ingår i släktet Listrocheiritium och familjen knöldubbelfotingar. Inga underarter finns listade i Catalogue of Life.